# Relaciones España-Nueva Zelanda
Las Relaciones España-Nueva Zelanda son las relaciones internacionales entre Nueva Zelanda y el Reino de España. Ambos países son antípodas y sus capitales, Madrid y Wellington, están casi exactamente en el lado opuesto de la Tierra.

## Relaciones históricas
El primer contacto entre los marineros españoles y los nativos neozelandeses pudo haber ocurrido entre el siglo XVI y el siglo XVII, cuando los galeones españoles navegaron por el Pacífico. De hecho, historiadores británicos, como Alexander Dalrymple y James Burney, defendieron la posibilidad de que el marinero español Juan Fernández fue el primer europeo en avistar Nueva Zelanda, en una expedición para hallar la Terra Australis. Posteriormente, el investigador australiano Robert Adrian Langdon argumentó que los tripulantes de la carabela española San Lesmes naufragaron en las costas neozelandesas. Esta teoría también fue apoyada por el historiador francés Roger Hervé. Recientemente, todas estas hipótesis fueron estudiadas y representadas en los libros del autor neozelandés Winston Cowie.
De 1936 a 1938, voluntarios de Nueva Zelanda partieron hacia España para ayudar al bando republicano durante la guerra civil española. Más de treinta neozelandeses iban a luchar en la guerra y al menos cinco murieron luchando en España. El gobierno de Nueva Zelanda fue oficialmente neutral durante la guerra. Sin embargo, un grupo de enfermeras del país fueron enviados a España para ayudar en las Brigadas Internacionales.

## Relaciones diplomáticas
España mantiene relaciones diplomáticas con Nueva Zelanda desde el 28 de marzo de 1969. Las relaciones políticas son muy favorables. Ambos países comparten valores y un punto de vista similar sobre las relaciones internacionales. Nueva Zelanda cuenta con Embajada en Madrid desde 1992, mientras que España cuenta con Embajador en Nueva Zelanda desde fines de 2006. La apertura oficial de la Embajada de España en Wellington tuvo lugar en junio de 2009, durante la visita de los reyes españoles Juan Carlos I y Sofía de Grecia.

## Cooperación
Ambos países, cooperan dentro de marcos multilaterales en la defensa de la paz, la democracia y los derechos humanos. Desde 2010, se han firmado distintos Memorandos de Entendimiento en materia de Cooperación Educativa. La relación en ciencia y tecnología es fuerte, y se refleja en la creciente cooperación entre el Consejo Superior de Investigaciones Científicas español y el Ministerio de Ciencia e Innovación de Nueva Zelanda. En abril de 2011, el buque de investigaciones oceanográficas Hespérides visitó el puerto de Auckland donde sus científicos tomaron contacto con sus pares neozelandeses.

## Misiones diplomáticas residentes
- España tiene una embajada en Wellington.[11]
- Nueva Zelanda tiene una embajada en Madrid.[12]

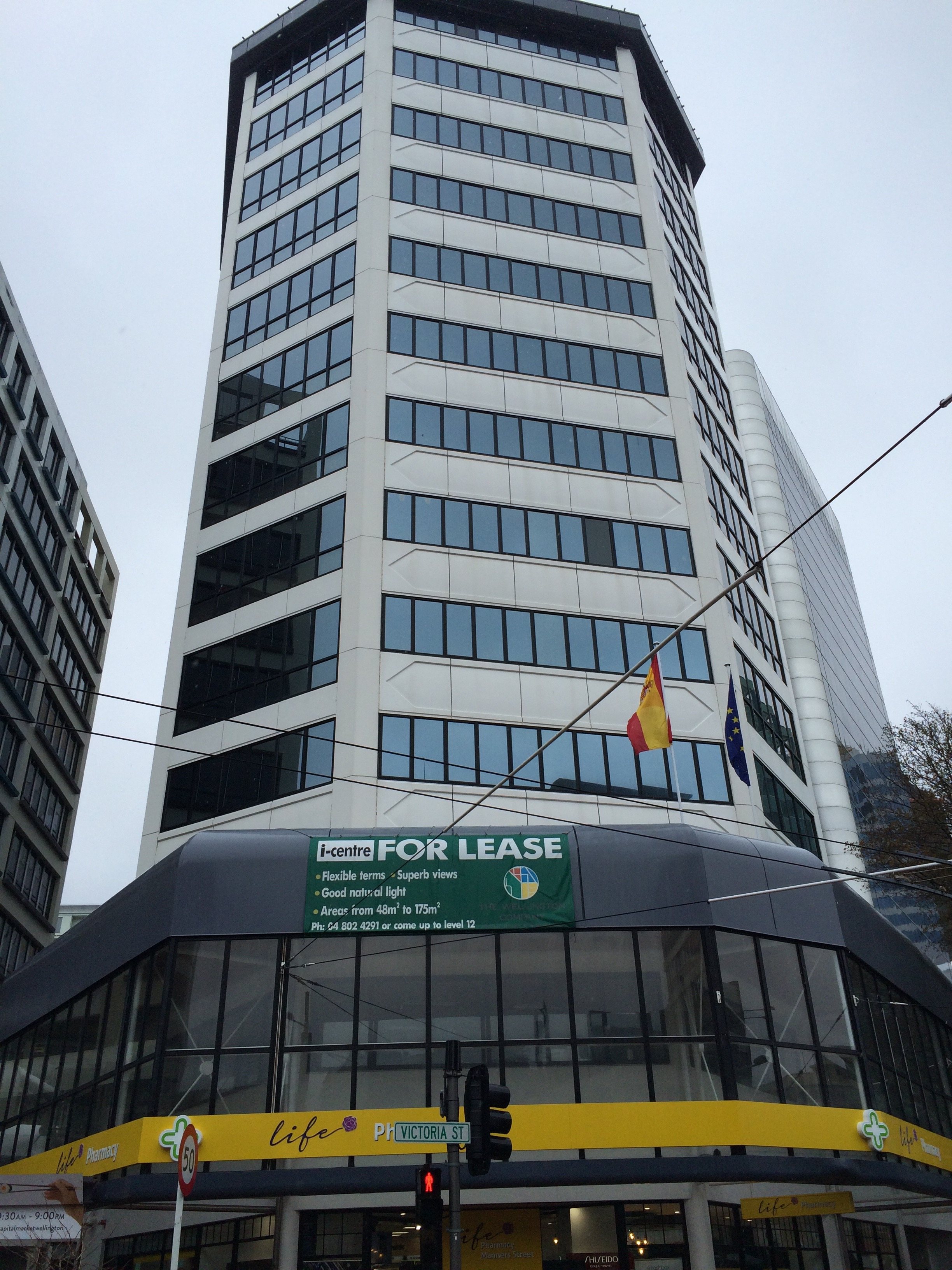
Edificio alojando a la Embajada de España en Wellington.
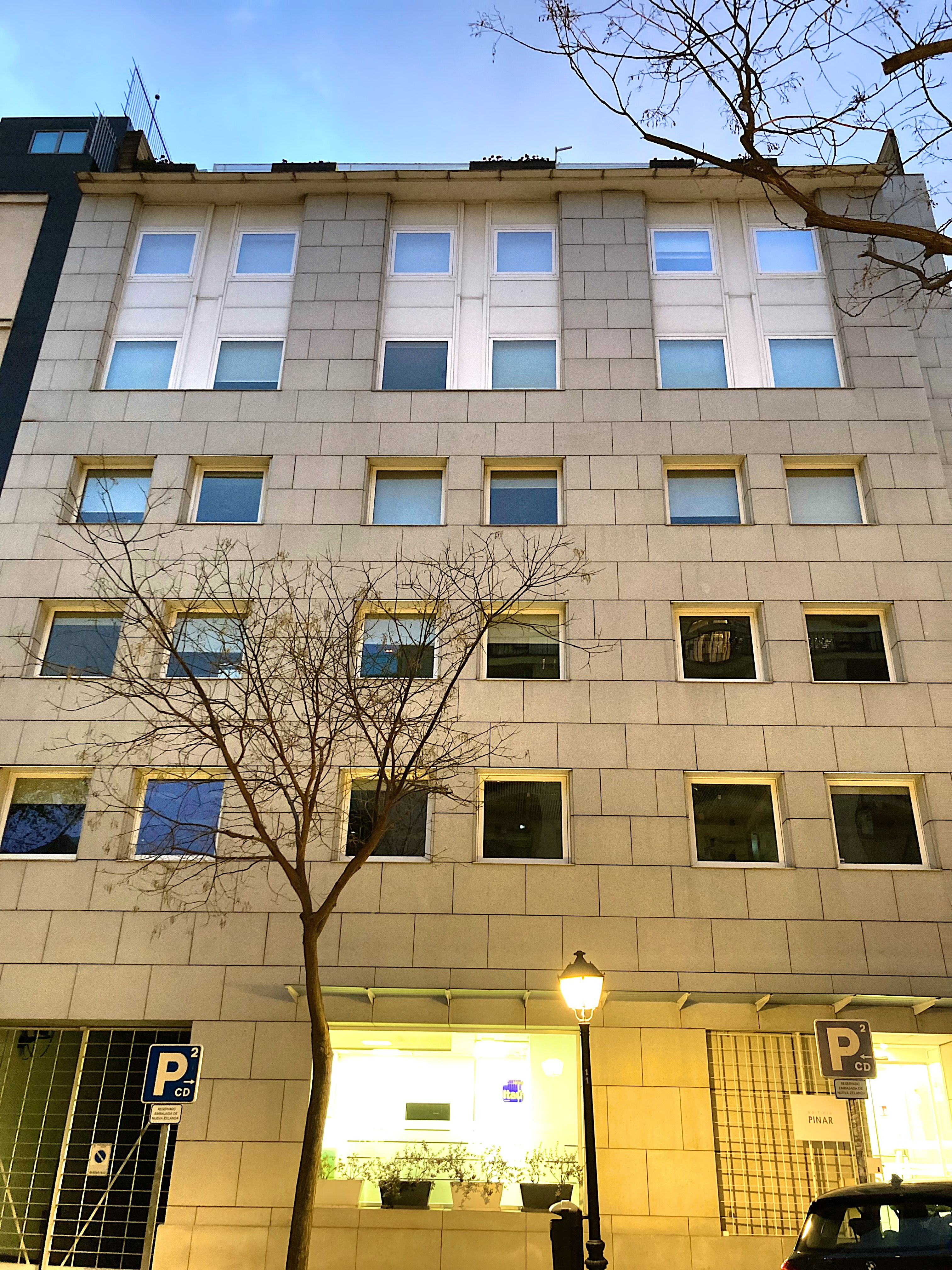
Edificio alojando a la Embajada de Nueva Zelanda en Madrid.